# Небески диск Небра
Небески диск Небра је бронзани диск настао пре око 3.600 година, који је откривен у Немачкој 1999. године и сматра се једним од најважнијих археолошких открића XX века. Припада тзв. Уњетичкој култури и представља најстарију познату ручну опсерваторију којом је одређивано време почетка сејања и жетве. Пронађен је унутар праисторијског круга камења, који окружују брдо Мител, недалеко од градића Небра код Халеа у покрајини Саксонија-Анхалт. У јуну 2007. године, у близини налазишта је отворен туристички центар.

## Изглед диска
Небески диск Небра је плаво-зеленкасте нијансе са обликом круга пречника 32cm. Његова основа је израђена од бронзе у коју су уметнути симболи израђени од злата. Сматра се да ти симболи представљају Сунце или пун Месец, полумесец и звезде, међу којима се разазнаје звездано јато Плејаде или Влашићи (Седам Сестара). Поред њих, на ободу диска се налазе два издужена лука који одговарају исечку круга од 82 степена, што одговара угаоној разлици између заласка Сунца у време летње и зимске солстиције на географској ширини брда Мител (51°). На диску се налази још један златни срп за који се сматра да представља Сунчеву барку која плови васељеном између Сунца, Месеца и звезда, иако има и тумачења да представља Млечни пут или дугу.

### Развој диска
Према истраживањима Харалда Мелера из 2004. године на основу порекла материјала на самом диску, утврђено је да је Небески диск Небра прошао кроз четири развојне фазе:
1. Диск је садржао 32 мала кружића (који су идентификовани као звезде, укључујући и звездано јато Плејаде), велики круг (идентификован као Сунце или пун Месец) и српасти облик (који је идентификован као полумесец или као Сунце или Месец током помрачења)
2. На ободима диска су додата два издужена исечка лука који одговарају углу од 82 степена, а да би се створио простор за њих један кружић на левој страни је померен ка средишту диска, док су два кружића на десној страни прекривена
3. У доњем делу диска је додат златни срп
4. По ободу диска је урезано 39 или 40 рупица, пречника 3mm

- Прва фаза Небеског диска Небра
- Друга фаза Небеског диска Небра
- Трећа фаза Небеског диска Небра
- Четврта фаза Небеског диска Небра

## Његова употреба
Сам праисторијски комплекс је био подигнут тако, да је на сваку солстицију Сунце залазило иза удаљеног Брокена (1141m нмв), највишег врха планине Харц, који је од самог локалитета удаљен око 80km, у смеру северозапада. На истој путањи се налази и мање узвишење Кулпен (473m нмв), док сам назив брда Мител у преводу значи средње брдо. Сматра се да је Небески диск Небра коришћен да би се додатно потврдило одређивање солстиције.
- Положај Сунца у вече летње солстиције
- Положај Сунца у пролеће и јесен
- Положај Сунца у вече зимске солстиције

## Туристички центар
У непосредној близини брда Мител, отворен је 20.06. 2007. године мултимедијални туристички центар кога сачињавају две зграде:
- Небра барка, која се налази у подножју брда и има облик који би требало да подсећа на облик Сунчеве барке представљене на самом диску. Његов главни део представља горњи део дужине 60 метара, који би требало да одаје утисак као да плива изнад тла, а његов нагнути крај је усмерен ка торњу који се налази на врху брда. Унутар објекта је смештена музејска поставка са експонатима везаним за сам диск, као и за саму Уњетичку културу.
- Торањ за гледање, се налази на врху брда Мител и висок је 30 метара. Урађен је под нагибом од 10 степени, тако да подсећа на казаљку великог сунчаног сата. У његовом склопу постоје додатна помагала за уочавање врхова Кулпен и Брокен.